# قرار مجلس الأمن التابع للأمم المتحدة رقم 296
قرار مجلس الأمن التابع للأمم المتحدة 296 الذي اتخذ بالإجماع في 18 أغسطس 1971 بعد دراسة الطلب المقدم من البحرين للحصول على عضوية في الأمم المتحدة حيث أوصى المجلس الجمعية العامة بقبول طلب البحرين.